# Franco Bracardi

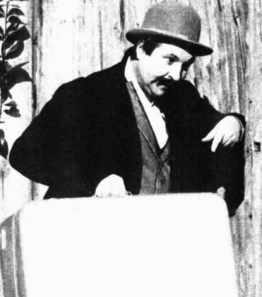
Franco Bracardi

Franco Bracardi (16 de mayo de 1937 - 27 de febrero de 2005) fue un actor, compositor, pianista y comediante de stand-up italiano.
Nacido en Roma, durante la primera mitad de los años cincuenta Bracardi comenzó a trabajar como pianista de jazz en clubes nocturnos. En 1960 se convirtió en el pianista de The Flippers, un grupo beat que también incluía a Lucio Dalla (saxo, clarinete y voz). Desde mediados de los años sesenta comenzó a componer canciones para Mina, Mireille Mathieu y Raffaella Carrà, entre otros.  Durante los mismos años debutó como actor y comediante, actuando en "Setteperotto", un pequeño cabaret de Roma. Posteriormente protagonizó varias películas, principalmente de género humorístico. 
Bracardi se hizo famoso en el año 1970, gracias al programa radiofónico de variedades Alto gradimento ("Alto gradimento") de Renzo Arbore y Gianni Boncompagni, donde fue compositor, autor y donde dio voz a algunos personajes grotescos como Solforio, Mortificacion y Pallottin. Más tarde se convirtió en el pianista oficial de Maurizio Costanzo en su programa de televisión de larga duración Maurizio Costanzo Show.  Era el hermano menor de Giorgio Bracardi. 